# Ojeong-dong, Daejeon
Ojeong-dong (koreanska: 오정동) är en stadsdel i staden  Daejeon, i den centrala delen av landet, 140 km söder om huvudstaden Seoul. Den ligger i stadsdistriktet Daedeok-gu. 